# Серафим (Рорис)
Митрополи́т Серафи́м (греч. Μητροπολίτης Σεραφείμ, в миру Сокра́тис Ро́рис греч. Σωκράτης Ρόρης; род. 1 июля 1929, Козмас) — епископ Элладской православной церкви, митрополит Каристийский и Скиросский (с 1968).
На 2021 год является старейшим иерархом Элладской православной церкви.

## Биография
Родился 1 июля 1929 года в деревне Козмас, в Кинурие, в Греции и был пятым из семи детей Георгия и Феодоры. Начальное образование получил в родной деревне, а гимназию окончил в Леонидионе.
В 1950 году поступил в богословский институт Афинского университета, который окончил в 1955 году. После окончания университета, служил в качестве лейтенанта артиллерии в различных воинских школах и частях, а также в Генеральном штабе армии.
Впоследствии вернулся на родину и работал учителем в школах региона. Через некоторое время был назначен профессором религиоведения в гимназии города Петра на Лесбосе, а затем в Като Клейсура (Калаврита). Развил бурную миссионерскую деятельность, преподавая в катехизических школах, организовывая вечерние занятия, создавая библиотеки и пособия для бедных учеников.
В 1962 году оставил преподавание и в Элонском монастыре был пострижен в монашество с именем Серафим. 10 августа 1962 года митрополитом Мантинейским и Кинурийским Германом был рукоположён в сан иеродиакона.
14 октября 1962 года в кафедральном соборе Святого Василия в Триполисе был хиротонисан в сан иеромонаха, а 25 октября возведён в достоинство архимандрита. Служил в качестве священника в Мантинейской и Кинурийской митрополии, преподавал религию и Новый Завет в Педагогической академии, состоял в братии Никольского Варсонского монастыря.
В ноябре 1968 года Священным синодом Элладской православной церкви был избран для рукоположения в сан митрополита Каристийского и Скироского. 24 ноября 1968 года в соборе Святого Василия в Триполисе митрополитом Ксанфийским Антонием (Клаудатосом) в сослужении митрополитов Гифийского Сотирия, Мантинейского Феоклита, Арголидского Хризостома (Тавладоракиса) и епископа Перистерийского Илии был хиротонисан в сан епископа. 8 декабря 1968 года в соборе Святого Афанасия в Кими состоялся чин интронизации.
В период своей архипастырской деятельности основал два дома для престарелых в Кими и в Каристосе, заботился о благоустроении Преображенского монастыря в Кими (Ιεράς Μονής Μεταμορφώσεως του Σωτήρος Κύμης), Успенского монастыря Мацари (Κοιμήσεως Θεοτόκου «Μάτζαρη»), монастыря Святого Харлампия (Μονή Αγίου Χαραλάμπους Λευκών), монастыря Святого Иоанна Предтечи (Μονή Τιμίου Προδρόμου Καρυών) и монастыря Святого Антония (Μονή Αγίου Αντωνίου Αχλαδερής).
С 28 января по 7 февраля 2008 года был местоблюстителем Афинского архиепископского престола.
8 марта 2017 года архиепископ Афинский Иероним и члены Синода Элладской православной церкви вручили митрополиту Серафиму орден святого апостола Павла в честь предстоящего 50-летнего юбилея со дня архиерейской хиротонии.